# Pål Svensson

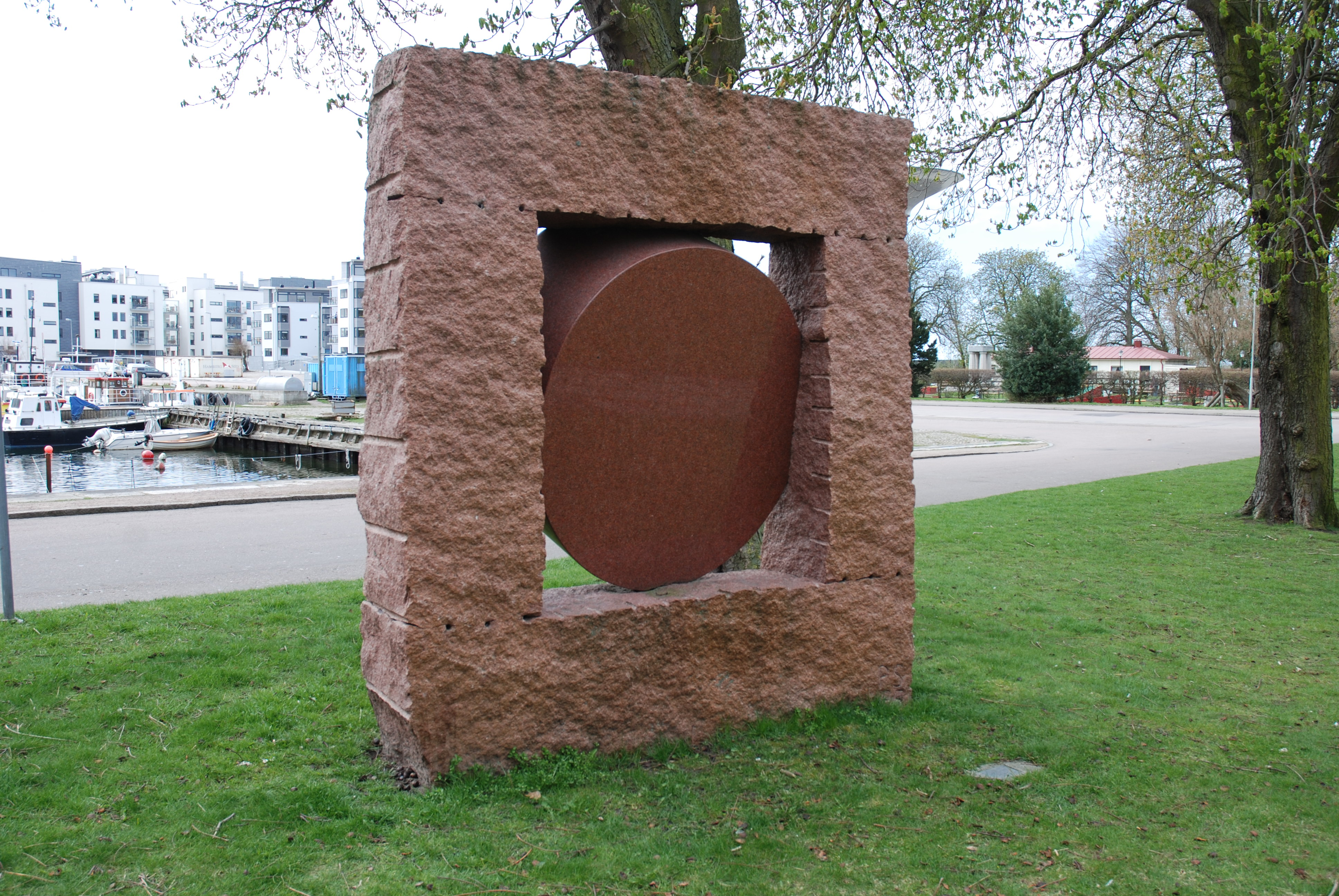
Vattenhjul in Landskrona

Pål Svensson (Göteborg, 5 juli 1950) is een Zweedse beeldhouwer.

## Leven en werk
Svensson studeerde van 1971 tot 1975 beeldhouwkunst aan de Valands Konsthögskolan in Göteborg. In 1983 werd hij als steenbeeldhouwer uitgenodigd voor een diabas-symposium en in 1985 had hij zijn eerste solo-expositie bij Galleri ROTOR in Göteborg. De materialen waar Svensson mee werkt zijn steen en staal en zijn stijl van werken is geometrisch-abstract.
In 2001 kreeg Svensson de Göteborgs Spårvägars kulturpris.

## Werken (selectie)
- 1986 : Den hemlighetsfulla porten[1], Trädgårdsforingen in Göteborg
- 1992 : Stenar (6 sculpturen van graniet), in Jönköping
- 1993 : Vattenskulptur, Eriksbergskajen in Göteborg
- 1993 : Ax (doleriet), Kvarntorpet in Kristianstad
- 1993 : Fyra fossiler (vier fossiele stenen), Eriksbergkajen in Göteborg
- 1996 : Nätverk (roestvast staal), entree Göteborgs Konstmuseet in Göteborg
- 1996 : Sprungen ur (doleriet), Beeldenpark Slott Vanås bij Knislinge en het beeldenpark van de Konsthallen Hishult in Hishult
- 1996 : Enhet I en Enhet II (graniet), Eriksbergskajen in Göteborg
- 1998 : Vattenport (fontein/sculptuur), Ryaverken in Göteborg
- 2000 : Stigande sten, fallende vatten, Drottning Kristina-passagen in Halmstad
- 2001 : Silverbåge (roestvast staal), Svenska Mässan in Göteborg

## Fotogalerij

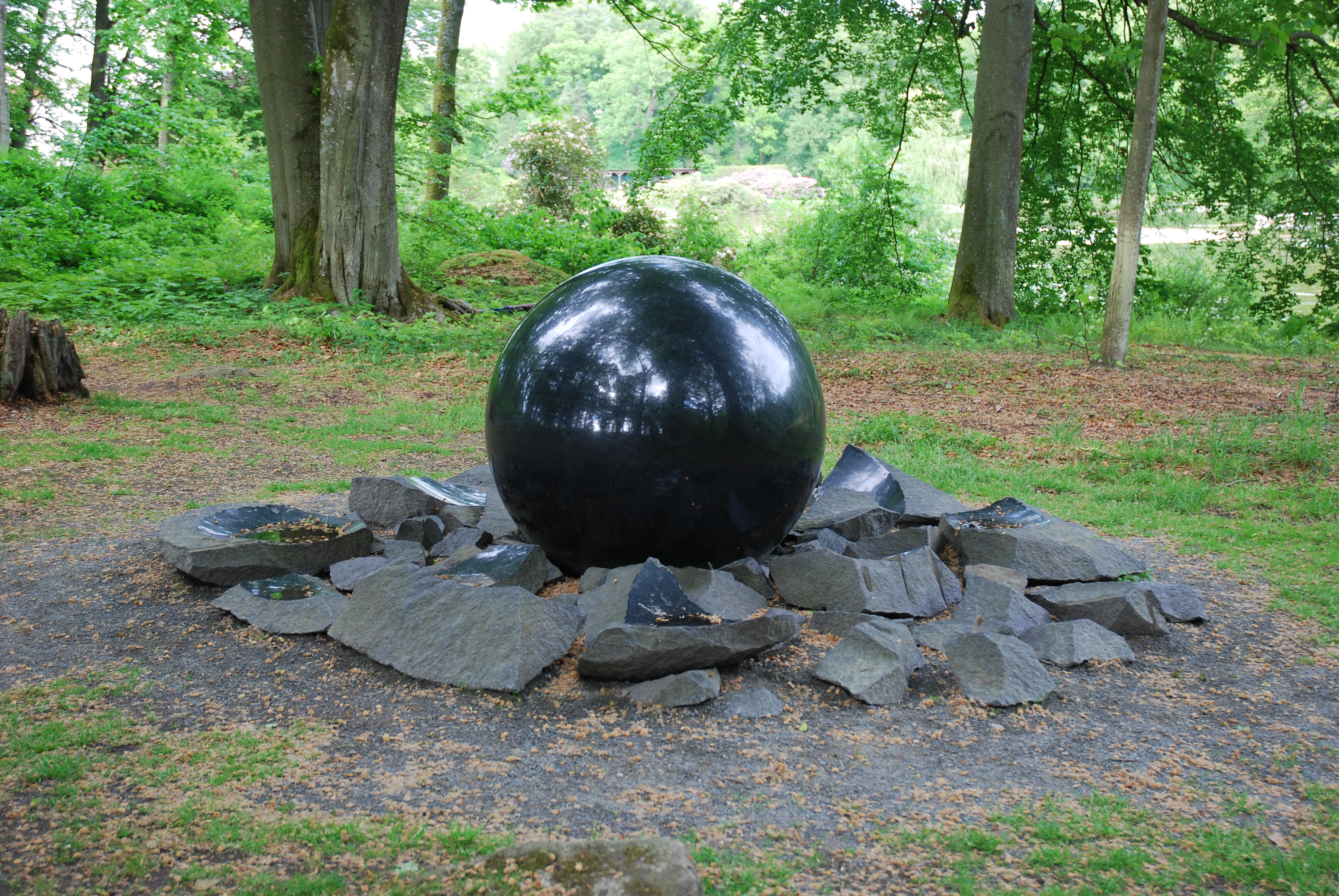
Sprungen ur (1996)
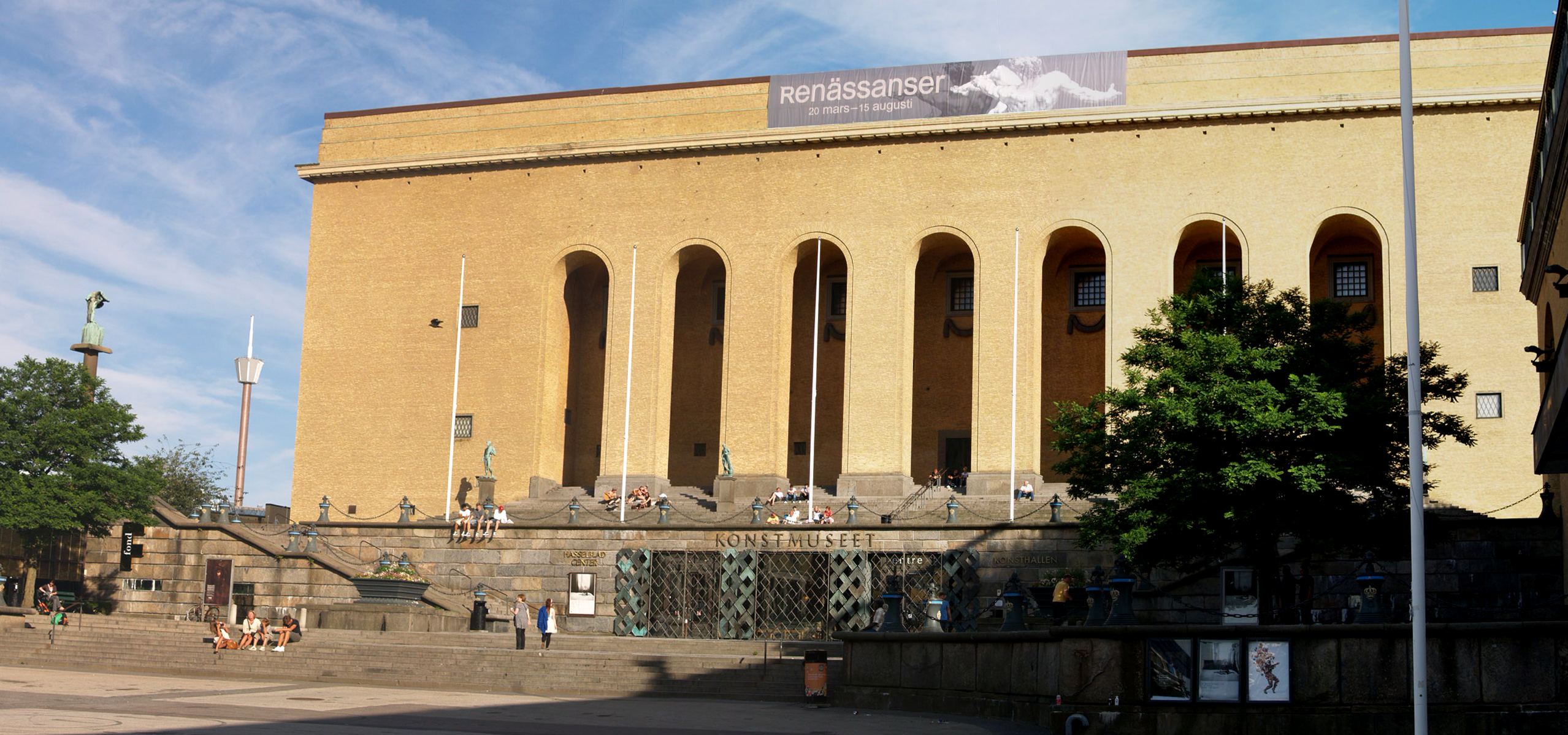
Hekwek van het Göteborgs Konstmuseet (1996)
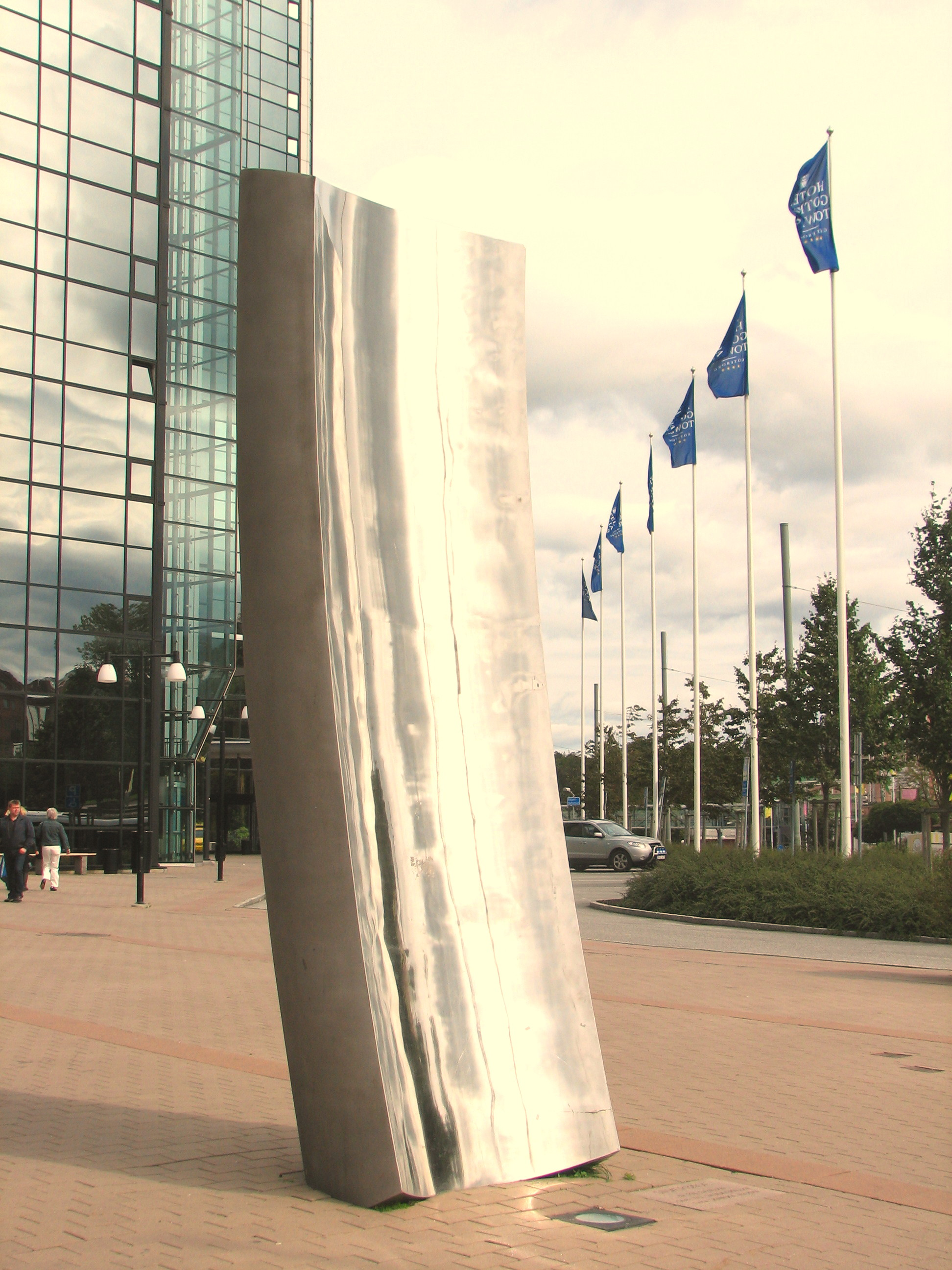
Silverbåge (2001)